# Anita Guerreau-Jalabert
Anita Guerreau-Jalabert (geb. Jalabert, verh. Guerreau; * 25. Januar 1950 in Marseille) ist eine französische Mediävistin und Archivarin.

## Leben
Anita Jalabert wurde am 25. Januar 1950 in Marseille geboren.
Nach einer Doktorarbeit über Abbo von Fleury, dessen Quæstiones grammaticales sie ediert und kommentiert hatte, wurde Guerreau-Jalabert 1975 Archivarin (archiviste paléographe). Sie erlangte die Agrégation de grammaire und erhielt 1978 eine Stelle im Forschungsinstitut IRHT der nationalen Forschungsorganisation CNRS. Sie ist aktuell die Studienleiterin (directrice de recherche) des IRHT.
Anita Guerreau-Jalabert ist insbesondere Spezialistin für verwandtschaftliche Beziehungen im Mittelalter. Sie gibt Seminare an der französischen Archivschule École nationale des chartes und an der Elite-Hochschule EHESS.
Von 2001 bis 2006 war sie selbst Leiterin der École nationale des chartes.
Von 2007 bis 2011 war sie Mitglied der Ethikkommission des CNRS. Außerdem ist sie Mitglied der Historischen Kommission der Stadt Paris (Comité d’histoire de la ville de Paris).
Sie ist Autorin zahlreicher Abhandlungen in wissenschaftlichen Zeitschriften.
Verheiratet ist Guerreau-Jalabert mit dem Mediävisten Alain Guerreau. Sie ist die Mutter der Sigillographin und Archivarin Isabelle Guerreau.

## Veröffentlichen (Auswahl)
- L’Irak: développement et contradictions, Paris : Le Sycomore, 1978 (mit Alain Guerreau).
- Kritische Edition von: Abbon de Fleury, Questions grammaticales (Quaestiones grammaticales), Paris: Les Belles Lettres, 1982.
- Index des motifs narratifs dans les romans arthuriens français en vers (XIIe – XIIIe siècles), Genève: Droz, 1992.
- Mitherausgeberschaft von Histoire culturelle de la France. I, Le Moyen Âge, Paris: Le Seuil, 1997.

## Auszeichnungen
- Chevalier de la Légion d’honneur